# Schizostachyum terminale
Schizostachyum terminale är en gräsart som beskrevs av Richard Eric Holttum. Schizostachyum terminale ingår i släktet Schizostachyum och familjen gräs. Inga underarter finns listade i Catalogue of Life.